# Regina Řandová
Regina Řandová, rozená Zahradníková, (* 21. září 1967 Praha) je česká televizní, filmová a divadelní herečka, dabérka a staniční hlas celoplošného rádia Blaník.

## Život
Od svých čtyř let chodila na klasický balet, později zpívala ve sboru a docházela do dramatického kroužku. Roku 1983 se objevila jako představitelka jedné z hlavních postav, Jolanky, ve filmu Bota jménem Melichar. V roce 1988 vystudovala Pražskou konzervatoř. Věnuje se také dabingu; svůj hlas propůjčila například Angelině Jolie či Demi Moore. Roku 2015 získala Cenu diváků v rámci udílení Cen Františka Filipovského za roli Zloby ve filmu Zloba – Královna černé magie. Jejím manželem byl herec Čestmír Řanda mladší, s nímž má syna Čestmíra.

## Filmografie

### Film
- 1981 Zakázaný výlet – role: dívka z klubovny
- 1982 Má láska s Jakubem – role: žákyně
- 1983 Bota jménem Melichar – role: osmačka Jolanka Ludvíková
- 1984 14. patro, 14. rok (TV film) – role: Stáňa Vernerová
- 1984 Dům U tří vlaštoviček (TV film) – role: Terezka
- 1985 Tísňové volání – role: baletka
- 1985 Tchyně (TV film) – role: ?
- 1985 Pohlaď kočce uši – role: Pavla
- 1986 Cena medu – role: dívka v hotelu
- 1987 Kaštan pro štěstí (TV film) – role: Káča
- 1988 Sedm sestřiček (TV film) – role: Andulka
- 1988 Píšťaličko, otloukej se (TV film) – role: Jana
- 1988 Průšvih jako hrom (TV film) – role: Šárka
- 1988 Oznamuje se láskám vašim – role: nevěsta Gerda
- 1988 Návrat (TV film) – role: ?
- 1988 Dotyky – role: kadeřnická učnice Lída
- 1988 Co medvědi nevědí (TV film) – role: princezna Čekanka
- 1989 Chtěla bych ten strom (TV film) – role: Zlata
- 1999 Jedna vánoční (TV film) – role: ?
- 2022 Reklama na Vánoce – role: ?

### Televize
- 1984 My všichni školou povinní (TV seriál, 11 dílů) – role: Eva
- 1985 Černá země (TV seriál) – role: služka
- 1986 Bylo nás šest (TV seriál, 5 dílů) – role: studentka stavařiny Jitka
- 1987 Panoptikum Města pražského (TV seriál, 1 díl) – role: švadlena Běta
- 1987 Počkej si na bílé štěstí (TV minisérie, 1 díl) – role: mladá zdravotní sestra
- 1988 Přejděte na druhou stranu (TV seriál, 1 díl) – role: ?
- 1989 Letící delfín (TV seriál, 7 dílů) – role: Milena
- 1990 Dobrodružství kriminalistiky (TV seriál, 1 díl) – role: sestra Julie
- 2005 To nevymyslíš! (TV seriál, 1 díl) – role: Filípek/sestřička
- 2008 Kriminálka Anděl (TV seriál, 1 díl) – role: ?
- 2009 Vyprávěj (TV seriál, 1 díl) – role: matka Sáry
- 2010–2011 Ordinace v růžové zahradě (TV seriál, 9 dílů) – role: Reanta Konrádová – Mázlova expřítelkyně
- 2013 Doktoři z Počátků (TV seriál, 4 díly) – role: ?
- 2016 Ohnivý kuře (TV seriál, 12 dílů) – role: VIP panička Silvie Kubíková
- 2019 Modrý kód (TV seriál, 1 díl) – role: hlas nemocničního hlášení
- 2017–2018 První republika (TV seriál, 6 dílů) – role: Andrlová
- 2018 Rodinné vztahy (TV seriál, 1 díl) – role: Anna
- 2018–2019 Krejzovi (TV seriál, 50 dílů) – role: Petra Povondrová
- 2020 Místo zločinu Ostrava (TV seriál, 37 dílů) – role: Ludmila Jánská
- 2020–2022 Slunečná (TV seriál, 85 dílů) – role: Simona Rokytová
- 2021 1. mise (TV seriál, 1 díl) – role: Píchová
- 2023 Zlatá labuť (TV seriál, 1 díl) – Zimová, matka Aleny
- 2023–2024 Sex O'Clock (TV seriál, 5 dílů) – učitelka dějepisu
- 2023 Na vlnách Jadranu (TV seriál, 1 díl) – role: Karliva tchyně
- 2024–2025 Kamarádi (TV seriál, 30 dílů) – role: Pavlína Lišková